# Fayza Abouelnaga
Fayza Aboul Naga (en Arabe: فايزة أبو النجا) est une femme politique égyptienne.

## Formation
Diplômée d'administration publique de l'Institut international d'administration publique de Paris en 1977 et d'un master en sciences politiques l'université de Genève en 1989, elle est assistante de Boutros Boutros-Ghali aux Nations unies de 1992 à 1996, a travaillé dans le ministère des Affaires étrangères sur l'Afrique de 1997 à 1999 puis a été représentante de l'Égypte à l'Organisation des Nations unies de 1999 à 2001.

## Carrière ministérielle
Elle est nommée en 2001 ministre d'État puis ministre de la Coopération internationale en 2004. Amie personnelle de la Première dame Suzanne Moubarak, grande travailleuse, elle dispose d'un solide réseau.
Pendant la révolution égyptienne de 2011, elle est l'une des seules à se maintenir malgré les purges des personnalités liées à l'ère Moubarak et malgré les changements fréquents de gouvernements. Elle s'attaque au financement des organisations non gouvernementales étrangères qui avaient pris une part active dans la mobilisation des milieux libéraux ; par sa dénonciation d'un complot américano-israélien, elle acquiert le soutien de la rue égyptienne et est désignée par les médias américains comme l'instigatrice d'une mise au pas des critiques de la junte militaire de transition. Elle n'est pas reconduite dans le gouvernement Hecham Qandil, remplacée par Ashraf Fatah.